# Heather Petri
Heather Petri (Oakland, 13 giugno 1978) è un'ex pallanuotista e allenatrice di pallanuoto statunitense; con la nazionale, da giocatrice, ha conquistato quattro medaglie olimpiche: l'oro a Londra 2012, l'argento a Sydney 2000 ed a Pechino 2008 ed il bronzo ad Atene 2004, nonché per tre volte il titolo mondiale: a Barcellona 2003, a Melbourne 2007 ed a Roma 2009.

## Biografia

### Carriera da giocatrice

#### Gli esordi
Iniziò a giocare a pallanuoto nella squadra maschile studentesca del Miramonte High School, poiché all'epoca non esisteva la formazione femminile, durante i suoi anni di liceo contribuì a creare la squadra femminile della quale fu nominata capitano; nel 1997 proseguì il suo percorso di studi all'Università di Berkeley, diventando una giocatrice delle Golden Bears con le quali rimase fino al 2001, ad eccezione della parentesi nel 2000 in cui fu aggregata al team olimpico, e con cui giunse due volte seconda nel campionato nazionale universitario.

#### Dal 2000 al 2004
Come detto, nel 2000 entrò inaspettatamente a far parte della nazionale statunitense, della quale fu una presenza costante fino al suo ritiro dalle competizioni avvenuto nel 2012, e fu inserita nella squadra che partecipò alle Olimpiadi di Sydney 2000 dove ottenne la medaglia d'argento perdendo la finale contro le padrone di case dell'Australia, che segnarono il controverso gol decisivo ad un secondo dallo scadere della partita. L'anno seguente disputò i campionati mondiali di Fukuoka conclusi al quarto posto, nel 2002 giunse seconda nella Coppa del Mondo di Perth, nel 2003 trionfò sia ai mondiali di Barcellona sia ai Giochi panamericani di Santo Domingo, l'anno successivo ottenne la vittoria nella prima edizione della World League a Long Beach e conquistò la sua seconda medaglia ai Giochi olimpici di Atene 2004 vincendo la finale per il bronzo contro le australiane, prendendosi quindi la rivincita in una riedizione di quella che fu la finale di quattro anni prima.

#### Dal 2005 al 2008
Dalla stagione seguente iniziò ad alternare l'attività con la formazione stelle e strisce ad alcune esperienze con squadre di club internazionali: fu infatti ingaggiata in Italia tra le file della Rari Nantes Florentia concludendo al quinto posto il campionato 2004-05, mentre con la nazionale partecipò ai mondiali di Montréal perdendo la finale per l'oro contro l'Ungheria; l'anno successivo, sempre con la Florentia in serie A1, giunse sesta in stagione regolare, uscendo ai quarti di finale nei play-off e con la calottina statunitense vinse la World League giocata a Cosenza e giunse quarta nella Coppa del Mondo di Tianjin. Nel 2007, terminata la parentesi italiana, tornò in patria reclutata dal New York Athletic Club con cui conquistò il campionato nazionale mentre con la formazione degli Stati Uniti ottenne il primo posto nella World League disputata a Montréal, ai Giochi panamericani di Rio de Janeiro ed ai campionati mondiali di Melbourne; la stagione successiva fu quarta in campionato con la squadra di New York ed arrivò seconda sia nella World League di Tenerife sia alle Olimpiadi di Pechino 2008 dove perse di misura la finale contro la formazione dei Paesi Bassi. 

#### Dal 2009 al 2012
Terminata la stagione olimpica si trasferì nuovamente in Europa, questa volta in Grecia nella squadra del Nautikos Omilos Vouliagmeni con la quale giunse seconda in campionato e vinse la Coppa dei Campioni, mentre con la nazionale trionfò nella World League di Kiriši ed ai mondiali di Roma; l'anno dopo, sempre con il Vouliagmeni vinse il campionato greco, la Supercoppa europea e bissò la vittoria in Coppa dei Campioni mentre con la nazionale conquistò la World League a La Jolla. La stagione seguente si accasò prima in Brasile al Clube de Regatas do Flamengo, con il quale vinse il campionato brasiliano, e successivamente ritornò a giocare per il New York Athletic Club, vincendo anche in questo caso il campionato, e con la nazionale trionfò nella World League di Tianjin ed ai Giochi panamericani di Guadalajara, ma giunse sesta ai campionati mondiali di Shanghai. Nel 2012 conquistò nuovamente il titolo nazionale con New York e, con la rappresentativa degli Stati Uniti, vinse la sua settima World League, giocata a Changshu, e la medaglia d'oro ai Giochi olimpici di Londra 2012, grazie anche ad un suo gol nella finale disputata contro la nazionale spagnola. Dopo la vittoria alle Olimpiadi decise di ritirarsi dalle competizioni.
Oltre a quanto fatto con la nazionale fece anche alcune esperienze a livello di club giocando in Italia nel 2004-05 e nel 2005-06 nella Rari Nantes Florentia, in Grecia nel Nautikos Omilos Vouliagmeni per le stagioni 2008-09 e 2009-10 dove conquistò un titolo nazionale, per due volte la Coppa dei Campioni ed una Supercoppa europea, nonché in Brasile nel 2010 al Clube de Regatas do Flamengo con il quale vinse il campionato brasiliano.

### Carriera da allenatrice
Nel 2016 entrò a far parte dello staff tecnico della formazione di pallanuoto femminile delle Golden Bears, incarico che continua ricoprire tutt'oggi.

### Riconoscimenti
Nel 2018 venne inserita nella Hall of Fame della pallanuoto statunitense e nel 2023 in quella internazionale degli sport natatori.

## Palmarès

### Club
- Campionato greco: 1

Vouliagmeni: 2009-10
- Campionato brasiliano femminile: 1

Flamengo: 2010
- Campionato statunitense femminile: 3

New York A.C.: 2007, 2011 e 2012
- LEN Champions Cup: 2

Vouliagmeni: 2008-09 e 2009-10
- Supercoppa LEN: 1

Vouliagmeni: 2009

### Nazionale
- Olimpiadi

1 oro: Londra 2012
2 argenti: Sydney 2000 e Pechino 2008
1 bronzo: Atene 2004
- Mondiali

3 ori: Barcellona 2003, Melbourne 2007 e Roma 2009
1 argento: Montréal 2005
- Coppa del Mondo

1 argento: Perth 2002
- World League

7 ori: Long Beach 2004, Cosenza 2006, Montréal 2007, Kiriši 2009, La Jolla 2010, Tianjin 2011 e Changshu 2012
1 argento: Tenerife 2008
- Giochi panamericani

3 ori: Santo Domingo 2003, Rio de Janeiro 2007 e Guadalajara 2011